# Romulea rosea
Romulea rosea là một loài thực vật có hoa trong họ Diên vĩ. Loài này được (L.) Eckl. miêu tả khoa học đầu tiên năm 1827.